# Bereznejuvate (Mikolaiv)
Bereznejuvate (en ucraniano: Березнегувате) es un pueblo ucraniano perteneciente al óblast de Mikolaiv. Situado en el sur del país, forma parte del raión de Bashtanka y centro del municipio (hromada) homónimo.

## Toponimia
El nombre del asentamiento en ruso también es Bereznegovátoye (en ruso: Березнеговатое).

## Geografía
Bereznejuvate se encuentra a orillas del río Visun, un afluente del río Inhulets. Bereznejuvate está 96 km al noreste de Mikolaiv.  

## Historia
Bereznejuvate fue fundada en la década de 1780 por cosacos de Zaporiyia. Se menciona por primera vez en 1787 y se utilizó como lugar para desterrar y reasentar a personas de las tierras centrales de Ucrania (gobernaciones de Chernígov y Poltava).   
En 1820, Bereznejuvate se convirtió en un asentamiento militar subordinado a la Marina del Mar Negro. En 1820, el pueblo se convirtió en un asentamiento del almirantazgo. Sus habitantes estaban exentos del pago del impuesto de capitación, pero en su lugar debían realizar diversos trabajos según las órdenes del almirantazgo. Todos los hombres sanos de entre 16 y 50 años trabajaban en el astillero de Mykolaiv alternativamente durante 3 meses al año.   
La antigua colonia judía de Najartava (en ucraniano: Нагартава) es ahora un distrito de Beresnejuvate. Administrativamente, perteneció a al uyezd de Jersón, que perteneció a diferentes gobernaciones del Imperio Ruso: Virreinato de Yekaterinoslav hasta 1795, el Virreinato de Voznesensk hasta 1796, la gobernación de Nueva Rusia hasta 1803 y la gobernación de Jersón hasta 1920.   
En 1923, se estableció el raión de Bereznejuvate en el ókrug de Jersón, con el centro administrativo en el pueblo. En 1925, se abolieron las gobernaciones y los ókrugs quedaron directamente subordinadas a la RSS de Ucrania, que se abolieron finalmente en 1930. En 1935, el raión de Bereznejuvate se transfirió al óblast de Odesa. El 22 de septiembre de 1937, el óblast de Mikolaiv se estableció en tierras que anteriormente pertenecían a los óblast de Dnipropetrovsk y Odesa, y Bereznejuvate pasó a formar parte de él.
El pueblo fue ocupado por las tropas de la Wehrmacht el 18 de agosto de 1941. En marzo y abril de 1944, la ofensiva Bereznejuvate-Snijurivka, una parte de la gran ofensiva del Dniéper-Cárpatos del Ejército Rojo durante la última fase de la Segunda Guerra Mundial, tuvo lugar alrededor de Bereznejuvate. 
En 1956, Bereznehuvate recibió el estatus de asentamiento de tipo urbano.
Hasta el 18 de julio de 2020, Bereznejuvate fue el centro administrativo del raión de Bereznejuvate. El raión se abolió en julio de 2020 como parte de la reforma administrativa de Ucrania, que redujo el número de rayones del óblast de Mikolaiv a cuatro. El área del raión de Bereznejuvate se fusionó con el raión de Bashtanka.En 2023, Bereznejuvate perdió el estatus de asentamiento de tipo urbano debido a la eliminación de este estatus administrativo.

## Demografía
La evolución de la población de Bereznejuvate entre 1859 y 2022 fue la siguiente:
| 3677                                                          | 4297 | 7095 | 6992 | 7472 | 8278 | 7796 | 7722 | 7778 | 7676 | 7552 | 7259 |
| (Fuente: Cities & Towns of Ukraine y UKRAINE: Größere Städte) |      |      |      |      |      |      |      |      |      |      |      |

## Infraestructura

### Transportes
Se encuentra a 12 km de la estación de Bereznejuvate, en la línea de trenes que conecta Snijurivka y Apóstolove.

## Personas ilustres
- Serguéi Sirovatski (1925-1979): físico teórico ruso que trabajó en el campo de la magnetohidrodinámica.